# Université d'Auvergne
L'université d'Auvergne (selon les décrets université Clermont-Ferrand 1) était un établissement d'enseignement supérieur français ayant existé entre 1976 et 2016. Elle a fusionné le 1er janvier 2017 avec l'université Blaise-Pascal (Clermont-Ferrand 2) pour donner l'université Clermont-Auvergne.

## Histoire
Clermont-Ferrand ne comptait qu'une unique université au XIXe siècle, mais de fortes divergences notamment politiques sont intervenues dans l'application de la réforme de 1969 (loi Faure). En 1976, l'université clermontoise est scindée en deux établissements distincts, l'Université Clermont 2 récupérant les lettres, les sciences humaines ainsi que les sciences exactes, les naturelles et la technologie, l'Université Clermont 1 conservant quant à elle le droit, l'économie, la médecine et un IUT.
Au départ timides voire inexistantes, les relations entre les deux universités se sont progressivement améliorées. Les deux établissements se sont peu à peu rapprochés avec des collaborations sur certaines formations et la création en 2008 du pôle de recherche et d'enseignement supérieur Clermont Université par l’Université d’Auvergne, l’Université Blaise Pascal, l'École nationale d'ingénieurs des travaux agricoles de Clermont-Ferrand (ENITA), l'École nationale supérieure de chimie de Clermont-Ferrand (ENSCCF) et l’Institut français de mécanique avancée (IFMA).
Ultime étape de ce rapprochement, l'Université d'Auvergne et l'Université Blaise-Pascal ont fusionné le 1er janvier 2017 pour former l'Université Clermont Auvergne.

### Autonomie
L'Université d'Auvergne s'est engagée sur la voie de l'autonomie en septembre 2007 avec le vote d'une motion par son conseil d'administration. Elle crée la première fondation universitaire française en avril 2008 et fait partie des vingt premières universités françaises à accéder à l'autonomie en janvier 2009. Elle devient la première université française à devenir propriétaire de ses locaux en 2011.

## Composantes
L'université d'Auvergne se composait de cinq unités de formation et de recherche et de trois écoles universitaires.

### Unités de formation et de recherche
- École de droit
- École d'économie
- École universitaire de management
- UFR de médecine
- UFR de pharmacie
- UFR de chirurgie dentaire

### Instituts universitaires
- IUT (sciences de l'Ingénieur, informatique, réseaux, multimédia, biologie, gestion)

### Écoles universitaires
- École d'économie de Clermont-Ferrand
- École de droit de Clermont-Ferrand
- École universitaire de management de Clermont-Ferrand

## Fondation
Présidée[Quand ?] par Henri Chibret, président de la Holding Laboratoires Théa, la fondation de l'université d'Auvergne a été inaugurée par Valérie Pécresse, ministre de l'Enseignement Supérieur et de la Recherche le 20 juin 2008[réf. nécessaire].

## Formation et recherche

### Enseignement

#### Formation
- administration publique
- AES
- droit (international, privé, public)
- science politique
- économie
- gestion

### Relations internationales
L'Université d'Auvergne comptait de nombreux partenariats avec des universités étrangères (en 2016, 160 partenariats avec environ 55 pays), et accueillait environ 2300 étudiants étrangers chaque année.
Entre autres : 
- Université des sciences humaines (Iekaterinbourg)

### Centres de recherche
Avec vingt-trois laboratoires à titre d’établissement principal dont quatre UMR (2 INSERM, 1 CNRS, 1 INRA), le potentiel de recherche était majoritairement concentré sur les sciences de la vie et de la santé (61,3 %). Le secteur tertiaire représentait 34,4 % et le secteur technologique 4,3 %.
Biologie, médecine et santé
- Conception, Ingénierie et Développement de l'Aliment et du Médicament (CIDAM)
- Biophysique des Handicaps sensoriels
- Équipe de Recherche en signal et Imagerie Médicale (ERIM)
- Unité de Nutrition Humaine (UNH) : UMR 1019 (INRA)
- Neurobiologie de la Douleur trigéminale : UMR 929 (Inserm)
- Évolution des bactéries pathogènes et susceptibilité de l'hôte
- Neuro-psycho-pharmacologie des systèmes dopaminergiques sous-corticaux
- Pharmacologie fondamentale et clinique de la Douleur : UMR 766 (Inserm)
- Fertilité humaine: environnement séminal, endométrial, péritonéal et spermatozoïdes
- Déficiences, incapacités et désavantages en Santé orale
- Génétique, variabilité et pouvoir pathogène des virus à ARN à partir de 2 modèles d'études: entérovirus et virus de l'hépatite C
- Imagerie moléculaire et thérapie vectorisée
- Nutrition, cancérogénèse et thérapie anti-tumorale
- Génétique, Reproduction et Développement (GReD) : UMR 6247 CNRS - UMR 931 Inserm UdA/UBP
- Thérapie ciblée combinatoire en onco-hématologie

Sciences de la société
- Centre de Recherche Clermontois en sciences de Gestion et de Management (CRCGM)
- Centre d'études et de recherches en développement international (CERDI) : UMR 6587 (CNRS)
- Laboratoire de recherche en sciences juridiques, historiques et politiques - Centre Michel-de-l'Hospital

Sciences de l'information et de la communication
- Laboratoire d'Algorithmique et d'Image de Clermont-Ferrand (LAIC)

Les articles scientifiques de niveau recherche, publiés ou non, et de thèses, émanant des laboratoires de l'Université Clermont-Ferrand-I sont disponibles en ligne sur Hyper articles en ligne.

## Valorisation
Parmi les actions menées pour favoriser la valorisation de la recherche effectuée en son sein, l'Université d'Auvergne était membre de la Société d'accélération du transfert de technologies (SATT) Grand-Centre, au même titre que d'autres universités (Université Blaise Pascal, Université François Rabelais, etc.), des pôles de compétitivité (ViaMéca, Céréales Vallée, Cosmetic Valley, etc.), etc. 

## Vie étudiante

### Évolution démographique
| 2000   | 2001   | 2002   | 2003   | 2004   | 2005   | 2006   | 2007   |
| ------ | ------ | ------ | ------ | ------ | ------ | ------ | ------ |
| 11 698 | 11 479 | 11 769 | 12 666 | 12 969 | 13 228 | 13 347 | 14 127 |

| 2008   | 2009   | 2010   | 2011   | 2012   | 2013   | 2014   | 2015    |
| ------ | ------ | ------ | ------ | ------ | ------ | ------ | ------- |
| 14 553 | 15 279 | 15 663 | 16 909 | 15 186 | 14 859 | 14 757 | 14 690, |

## Personnalités liées à l'université
Cette section concerne les personnalités liées à l'université d'Auvergne, donc de 1976 à 2016. Voir aussi les personnalités liées aux universités de Clermont-Ferrand, Blaise-Pascal et Clermont-Auvergne.

### Présidents
- Louis Joyon
- Michel Doly (1992-1997)
- Dominique Turpin (1997-2002)
- Annie Veyre (2002-2007)
- Philippe Dulbecco (2007-2015)[26],[27]
- Alain Eschalier (2016)[28],[27]

### Enseignants

#### Enseignants en droit et en science politique
- Dominique Turpin : professeur agrégé de la faculté de droit, ancien président de l'Institut français de droit humanitaire et des droits de l'homme, membre de la Commission nationale consultative des droits de l'homme, ancien doyen honoraire de la faculté de droit de Clermont-Ferrand, ancien président honoraire de l'université d'Auvergne et fut premier adjoint au maire de Chamalières. Professeur de libertés publiques à l'École nationale supérieure de police.
- Frédéric Charillon : universitaire français. professeur de science politique à l’université d'Auvergne I, il enseigne également à Sciences-Po (Paris), ainsi qu'à l'ENA.